# Arbeitsgemeinschaft historischer Forschungseinrichtungen in der Bundesrepublik Deutschland
Die Arbeitsgemeinschaft historischer Forschungseinrichtungen in der Bundesrepublik Deutschland e.V. (AHF) war ein Netzwerk von Institutionen der deutschen Geschichtswissenschaft. Mit der Historischen Bibliographie gab sie eine der beiden maßgeblichen Bibliographien der deutschen Geschichtswissenschaft heraus. Am 20. September 2013 beschloss eine außerordentliche Mitgliederversammlung, die AHF wegen fehlender finanzieller Mittel zum Ende des Jahres 2013 aufzulösen.

## Verein
Die AHF wurde 1972 gegründet und erlangte 1979 ihre Rechtsfähigkeit als eingetragener Verein. Sie verfolgte ausschließlich und unmittelbar gemeinnützige Zwecke. Mitglieder waren außeruniversitäre wissenschaftliche Organisationen, die historische Forschung betreiben oder fördern. Die AHF hatte 90 Mitgliedsinstitutionen. Seit 1983 war Christoph von Maltzahn der Geschäftsführer der Vereines.

## Aufgaben
Die AHF begriff sich als Dienstleister für deutsche Historiker. Ihre zentralen Aufgaben waren die Vertretung der gemeinsamen Interessen ihrer Mitgliedsinstitutionen sowie die Intensivierung wissenschaftlicher Zusammenarbeit, besonders im Bereich der Dokumentation und Kommunikation historischer Forschung in Deutschland.

### Jahrbuch der historischen Forschung und Historische Bibliographie
Eine weitere Kernaufgabe war die Herausgabe des Jahrbuchs der historischen Forschung und der Historischen Bibliographie, der neben den Jahresberichten für deutsche Geschichte wichtigsten Bibliographie der deutschen Geschichtswissenschaft. Während das Jahrbuch die jährlich an deutschen universitären und außeruniversitären Forschungseinrichtungen entstehende, also noch nicht publizierte historische Fachliteratur dokumentierte, ist die Historische Bibliographie eine Dokumentation bereits publizierter historischer Fachliteratur deutscher Provenienz. Seit 2017 hat der Fachinformationsdienst Geschichte an der Bayerischen Staatsbibliothek von der [Deutsche Historische Bibliografie|Deutschen Historischen Bibliografie] die Aufgaben übernommen.
Die Besonderheit beider Dokumentationen ist der Umstand, dass die darin aufgeführten Titel überwiegend von den Autoren selbst gemeldet wurden. Jahrbuch und Historische Bibliographie sind damit das Produkt der an deutschen Forschungsinstitutionen beschäftigten Historiker. Die AHF-Redaktion ergänzte diese Titelmeldungen um die Auswertung zahlreicher geschichtswissenschaftlicher Zeitschriften und Sammelwerke sowie durch Titelmeldungen der Bayerischen Staatsbibliothek aus deren Sondersammelgebiet Geschichte.
Beide Datensammlungen erschienen seit 1974 (JB) bzw. 1986 (HB) jährlich als Buchausgaben; zusätzlich finden sich alle Jahrgänge seit 1990 zusammengefasst und bis Ende 2013 regelmäßig aktualisiert in der Historischen Bibliographie Online, einer seit Januar 2010 frei zugänglichen Online-Datenbank, die von der AHF in Kooperation mit dem Oldenbourg Verlag und seit 2014 vom Verlag De Gruyter Oldenbourg allein betrieben wird.

### AHF-Information
AHF-Information, der Kommunikationsdienst der AHF, veröffentlichte auf der AHF-Website und in einem monatlichen Newsletter aktuelle Informationen aus den Mitgliedsinstitutionen, einen Veranstaltungskalender, Tagungsberichte sowie Buchanzeigen aus dem Bereich der deutschen Geschichtswissenschaft. Einmal jährlich publizierte die AHF zudem als Teil des Jahrbuchs der historischen Forschung mehrere ausführliche Forschungsberichte zu einem Bereich der Geschichtswissenschaft.